# 2009年リトアニア大統領選挙
2009年リトアニア大統領選挙（2009ねんリトアニアだいとうりょうせんきょ）は、2009年5月17日にリトアニアで行われた大統領選挙。
第1回でいずれの候補者も過半数の票を獲得しなかった場合、6月7日に決選投票が行われる予定であったが、欧州委員会財政計画・予算担当委員のダレ・グリーバウスカイテ候補が第1回投票で69.09%の票を獲得したことにより大統領に選出された。3人以上が立候補した大統領選挙で、第1回投票で決着し決選投票が行われなかったのは史上初めて。グリーバウスカイテは7月12日に大統領に就任し、リトアニアで初めての女性大統領となった。

## 選挙制度など
大統領選挙の制度は以下のとおりである。
- 選挙事由：任期満了
- 選挙権：18歳以上のリトアニア国民
- 被選挙権：40歳以上のリトアニア国民（NKVD・NKGB・MGB・KGB、ソ連政府・ソ連構成国政府および外国関係機関での勤務有無および勤務経験について全候補者が報告したうえで中央選挙委員会の是認を受ける必要あり。また有権者2万人分の署名がない場合は正式な候補者にはなれない）
- 大統領の任期：5年（1回のみ再選可能）
- 選挙方式：2回投票制。第1回投票で過半数得票を得た候補者がいない場合、上位2名による決選投票を実施。最多得票を得た候補が当選。

## 選挙結果
| 候補者 | 所属                                     | 第1回投票 | 第1回投票 | 決選投票          | 決選投票          |
| 候補者 | 所属                                     | 票数      | %         | 票数              | %                 |
| --- | ---------------------------------------- | --------- | --------- | ----------------- | ----------------- |
| ダレ・グリーバウスカイテ | 無所属（祖国連合＝キリスト教民主党支持） | 950,407   | 69.09     | 第1回投票にて当選 | 第1回投票にて当選 |
| アルギルダス・ブトケヴィチュス | リトアニア社会民主党                     | 162,665   | 11.82     | 実 施 さ れ ず    | 実 施 さ れ ず    |
| ヴァレンティナス・マズロニス | 秩序と正義                               | 84,656    | 6.15      | 実 施 さ れ ず    | 実 施 さ れ ず    |
| ヴァルデマル・トマシェフスキ | リトアニア・ポーランド人選挙活動         | 65,255    | 4.74      | 実 施 さ れ ず    | 実 施 さ れ ず    |
| カジミラ・プルンスキエネ | リトアニア農民人民連合                   | 53,778    | 3.91      | 実 施 さ れ ず    | 実 施 さ れ ず    |
| ロレタ・グラウジニエネ | 労働党                                   | 49,686    | 3.61      | 実 施 さ れ ず    | 実 施 さ れ ず    |
| チェスロヴァス・イェゼルスカス | 無所属                                   | 9,191     | 0.67      | 実 施 さ れ ず    | 実 施 さ れ ず    |
| 有権者数： | 有権者数：                               | 2,691,603 |           | 実 施 さ れ ず    | 実 施 さ れ ず    |
| 投票者数： | 投票者数：                               | 1,393,278 | 51.76     | 実 施 さ れ ず    | 実 施 さ れ ず    |
| うち有効票： | うち有効票：                             | 1,375,638 | 98.73     | 実 施 さ れ ず    | 実 施 さ れ ず    |
| うち無効票： | うち無効票：                             | 17,640    | 1.27      | 実 施 さ れ ず    | 実 施 さ れ ず    |
| 出典：“2009 m. gegužės 17 d. Respublikos Prezidento rinkimai”. Lietuvos Respublikos vyriausioji rinkimų komisija (2009年5月22日). 2017年2月22日閲覧。“大統領選挙 - 2009年”. 中東欧・旧ソ連諸国の選挙データ. 2017年2月22日閲覧。 |                                          |           |           |                   |                   |